# ایستگاه راه‌آهن اراک
ایستگاه راه‌آهن اراک یک ایستگاه راه‌آهن در شهر اراک، ایران است. این ایستگاه در تاریخ سوم شهریور ۱۳۱۷ به‌عنوان جزئی از راه‌آهن سراسری ایران افتتاح شده‌است.